# Xử lý thông tin
Xử lý thông tin là sự thay đổi (xử lý) thông tin theo bất kỳ cách nào mà người quan sát có thể phát hiện được. Như vậy, đây là một quá trình mô tả mọi thứ xảy ra (thay đổi) trong vũ trụ, từ sự sụp đổ của một tảng đá (thay đổi vị trí) đến việc in một tệp văn bản từ hệ thống máy tính kỹ thuật số. Trong trường hợp sau, bộ xử lý thông tin (máy in) đang thay đổi hình thức trình bày của tệp văn bản đó (từ dạng byte thành các con chữ/hình ảnh).

## Trong tâm lý học nhận thức
Trong lĩnh vực tâm lý học nhận thức, xử lý thông tin là một cách tiếp cận mục tiêu tìm hiểu suy nghĩ của con người liên quan đến cách họ xử lý cùng loại thông tin như máy tính (Shannon & Weaver, 1963). Nó phát sinh vào những năm 1940 và 1950, sau Thế chiến II (Sternberg & Sternberg, 2012). Cách tiếp cận coi nhận thức về bản chất là tính toán, với tâm trí là phần mềm và bộ não là phần cứng. Phương pháp xử lý thông tin trong tâm lý học được liên kết chặt chẽ với lý thuyết tính toán của tâm trí trong triết học; nó cũng liên quan, mặc dù không giống nhau, với chủ nghĩa nhận thức trong tâm lý học và chủ nghĩa chức năng trong triết học (Horst, 2011).

### Hai loại
Xử lý thông tin có thể là dọc hoặc ngang, một trong hai cách này lại có thể được xử lý theo cách tập trung hoặc phi tập trung. Cách tiếp cận xử lý phân tán theo chiều ngang vào giữa những năm 1980 đã trở nên phổ biến dưới tên kết nối. Mạng kết nối được tạo thành từ các nút khác nhau và nó hoạt động theo "hiệu ứng mồi" và điều này xảy ra khi "nút chính kích hoạt nút được kết nối" (Sternberg & Sternberg, 2012). Nhưng "không giống như trong các mạng ngữ nghĩa, nó không phải là một nút duy nhất có ý nghĩa cụ thể, mà là kiến thức được thể hiện trong sự kết hợp của các nút được kích hoạt khác nhau" (Goldstein, như được trích dẫn trong Sternberg, 2012).

### Mô hình và lý thuyết
Có một số mô hình hoặc lý thuyết được đề xuất mô tả cách chúng ta xử lý thông tin. Mỗi cá nhân có điểm quá tải thông tin khác nhau với cùng tải thông tin, bởi vì các cá nhân có khả năng xử lý thông tin khác nhau (Eppler và Mengis, 2004)

#### Lý thuyết thông minh ba thành phần của Sternberg
Lý thuyết về trí thông minh của Sternberg được tạo thành từ ba thành phần khác nhau: khả năng sáng tạo, phân tích và thực tiễn (Sternberg & Sternberg, 2012). Sáng tạo là khả năng có những ý tưởng ban đầu mới, và được phân tích có thể giúp một người quyết định liệu ý tưởng đó có tốt hay không. "Khả năng thực tế được sử dụng để thực hiện các ý tưởng và thuyết phục người khác về giá trị của chúng" (Sternberg & Sternberg, 2012 tr.   21). Ở giữa lý thuyết của Sternberg là nhận thức và cùng với đó là xử lý thông tin. Trong lý thuyết của Sternberg, ông nói rằng việc xử lý thông tin được tạo thành từ ba phần khác nhau, các thành phần khác nhau, các thành phần hiệu suất và các thành phần thu nhận tri thức (Sternberg & Sternberg, 2012). Các quy trình này chuyển từ các chức năng điều hành bậc cao sang các chức năng bậc thấp hơn. Metacomponents được sử dụng để lập kế hoạch và đánh giá các vấn đề, trong khi các thành phần hiệu suất tuân theo mệnh lệnh của các metacomponents và thành phần thu nhận kiến thức học cách giải quyết các vấn đề (Sternberg & Sternberg, 2012). Lý thuyết này trong hành động có thể được giải thích bằng cách làm việc trên một dự án nghệ thuật. Đầu tiên là một quyết định về những gì sẽ vẽ, sau đó là một kế hoạch và một bản phác thảo. Trong quá trình này, có sự giám sát đồng thời của quá trình và liệu nó có tạo ra thành quả mong muốn hay không. Tất cả các bước này nằm trong quá trình xử lý siêu dữ liệu và thành phần hiệu suất là nghệ thuật. Phần tiếp thu kiến thức là học tập hoặc cải thiện kỹ năng vẽ.

#### Mô hình xử lý thông tin: bộ nhớ làm việc

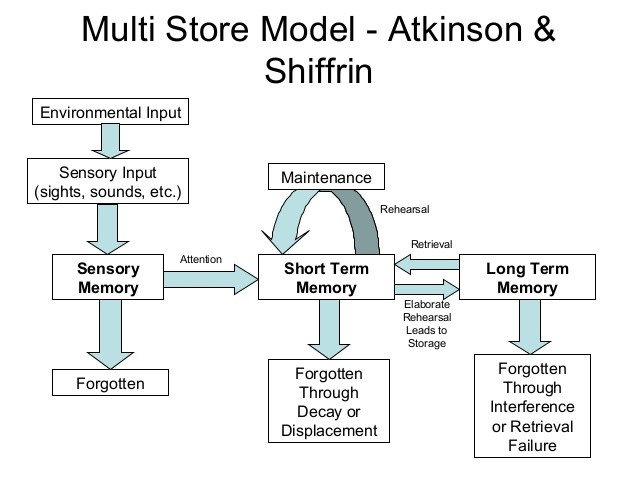
Chuyển thể từ Atkinson, RC và Shiffrin, RM (1968). Memory Bộ nhớ của con người: Một hệ thống được đề xuất và các quy trình kiểm soát của nó '.

Xử lý thông tin đã được mô tả là "các khoa học liên quan đến việc thu thập, thao tác, lưu trữ, truy xuất và phân loại thông tin được ghi lại". Theo mô hình bộ nhớ Atkinson-Shiffrin hoặc mô hình đa cửa hàng, để thông tin được cấy chắc chắn vào bộ nhớ, nó phải trải qua ba giai đoạn xử lý tinh thần: trí nhớ cảm giác, trí nhớ ngắn hạn và trí nhớ dài hạn.
Một ví dụ về điều này là mô hình bộ nhớ làm việc. Điều này bao gồm điều hành trung tâm, vòng lặp âm vị học, bộ đệm tạm thời, bảng vẽ phác thảo trực quan, thông tin bằng lời nói, bộ nhớ dài hạn và thông tin hình ảnh (Sternberg & Sternberg, 2012). Giám đốc điều hành trung tâm giống như thư ký của bộ não. Nó quyết định những gì cần chú ý và làm thế nào để đáp ứng. Các điều hành trung tâm sau đó dẫn đến ba tiểu mục khác nhau. Đầu tiên là lưu trữ âm vị học, nhắc lại trong não, và vòng lặp âm vị học. Các phần này làm việc cùng nhau để hiểu các từ, đưa thông tin vào bộ nhớ và sau đó lưu giữ bộ nhớ. Kết quả là có sự lưu trữ thông tin bằng lời nói. Tiểu mục tiếp theo là bảng vẽ phác thảo trực quan hoạt động để lưu trữ hình ảnh trực quan. Khả năng lưu trữ là ngắn gọn nhưng dẫn đến sự hiểu biết về các kích thích thị giác. Cuối cùng, có một bộ đệm tạm. Phần này có khả năng lấy thông tin và đưa nó vào bộ nhớ dài hạn. Nó cũng có thể lấy thông tin từ vòng lặp âm vị học và bảng vẽ phác thảo trực quan, kết hợp chúng với bộ nhớ dài hạn để tạo ra "một đại diện đơn nhất (Sternberg & Sternberg, 2012). Để những thứ này hoạt động, thanh ghi cảm giác phải thông qua năm giác quan: thị giác, thính giác, xúc giác, khứu giác và vị giác. Đây là tất cả hiện diện từ khi sinh ra và có thể xử lý đồng thời chế biến (ví dụ, thực phẩm - nếm nó, ngửi, nhìn thấy nó). Nói chung, lợi ích học tập xảy ra khi có một quá trình phát triển nhận dạng mẫu. Thanh ghi cảm giác có dung lượng lớn và phản ứng hành vi của nó rất ngắn (1 đến 3 giây). Trong mô hình này, cửa hàng cảm giác và bộ nhớ ngắn hạn hoặc bộ nhớ làm việc có khả năng hạn chế. Cửa hàng cảm giác có thể chứa lượng thông tin rất hạn chế trong một khoảng thời gian rất hạn chế. Hiện tượng này rất giống với việc chụp ảnh bằng đèn flash. Trong một vài khoảnh khắc ngắn sau khi đèn flash tắt, đèn flash dường như vẫn còn đó. Tuy nhiên, nó đã sớm biến mất và không có cách nào để biết nó đã ở đó (Sternberg & Sternberg, 2012). Bộ nhớ ngắn hạn lưu giữ thông tin trong khoảng thời gian dài hơn một chút, nhưng vẫn có dung lượng hạn chế. Theo Linden (2007), "Công suất của bộ nhớ ngắn hạn ban đầu được ước tính là" bảy cộng hoặc trừ hai" yếu tố (Miller 1956), phù hợp với quan sát từ xét nghiệm tâm thần kinh rằng khoảng chữ số trung bình của người trưởng thành khỏe mạnh là khoảng bảy (Cowan và những người khác 2005). Tuy nhiên, có thể thấy rằng những thông tin/yếu tố này chỉ có thể được giữ lại nếu chúng được nhóm lại thành cái gọi là khối, sử dụng mối liên hệ nhận thức hoặc khái niệm giữa các kích thích riêng lẻ. " Thời lượng của nó là 5-20 giây trước khi thông tin này bị xóa khỏi tâm trí của đối tượng. Điều này xảy ra thường với tên của những người mới được giới thiệu. Hình ảnh hoặc thông tin dựa trên ý nghĩa cũng được lưu trữ ở đây, nhưng nó phân rã mà không cần diễn tập hoặc lặp lại thông tin đó. Mặt khác, bộ nhớ dài hạn có khả năng không giới hạn tiềm năng (Sternberg & Sternberg, 2012) và thời lượng của nó cũng tốt như vô thời hạn. Mặc dù đôi khi rất khó truy cập, nó bao gồm mọi thứ đã học cho đến thời điểm này. Người ta có thể trở nên hay quên hoặc cảm thấy như thể thông tin nằm trên đầu lưỡi.